# معارك حب (فلم)
معارك حب هو فيلم لبناني من إنتاج عام 2004 للمخرجة اللبنانية دانيال عربيد. وقد شارك الفيلم في مهرجان كان من خلال تظاهرة أسبوعي المخرجين حيث نافس على جائزة الكاميرا الذهبية. يذكر ان معارك حب هو أول فيلم طويل للمخرجة عربيد.

## محور القصة
تدور أحداث الفيلم خلال الحرب الأهلية اللبنانية، ويروي يوميات لينا وهي طفلة عمرها 12 عاماً والمشاكل اليي تعانيها مع عائلتها. تربط لينا علاقة صداقة مع خادمة خالتها سهام التي تحاول أن تتعاون مع لينا في محاولة الهرب من بيت مخدوميها. ومن خلال الأحداث يعالج الفيلم تأثير الحرب الأهلية على العائلة اللبنانية وأسباب الحرب.

## الطاقم التمثيلي
- ماريان فغالي بدور لينا
- راوية الحاج بدور سهام
- لودي عربيد بدور إيفون (خالة لينا)
- كارمن لبس بدور تيريز (أم لينا)
- عوني قواس بدور فؤاد (والد لينا)
- دانيال عربيد بدور صديقة الجار.

## تقديرات وجوائز
- أسبوعي المخرجين خلال مهرجان كان 2004.[3]
- مرشّح على جائزة الكاميرا الذهبية خلال مهرجان كان 2004.[3]
- جائزة أفضل فيلم في مهرجان ميلان السينمائي، إيطاليا 2004.[4]
- الجائزة الكبرى لمعهد العالم العربي للفيلم الروائي الطويل في المهرجان السابع للسينما العربية في باريس 2004.[4][5]

## وصلات خارجية
- معارك حب على موقع IMDb (الإنجليزية)
- معارك حب على موقع روتن توميتوز (الإنجليزية)
- معارك حب على موقع قاعدة بيانات الأفلام العربية
- معارك حب على موقع ألو سيني (الفرنسية)
- معارك حب على موقع Turner Classic Movies (الإنجليزية)
- معارك حب على موقع أول موفي (الإنجليزية)
- معارك حب على موقع فيلمافينيتي (الإسبانية)
- معارك حب على موقع قاعدة بيانات الفيلم (الإنجليزية)
- معارك حب على موقع ليتربوكسد (الإنجليزية)
- معارك حب على موقع كينوبويسك (الروسية)

.
- صفحة أسبوعي المخرجين لفيلم معارك حب.
- شريط دعائي للفيلم على يوتيوب.